# 技研阪田（新加坡）
技研阪田（新加坡）有限公司，簡稱技研阪田（新加坡）（英語：Giken Sakata (Singapore) Limited，SGX：542），在1979年由當時日本總部的技研阪田在新加坡設立，現時由三吉精密电子有限公司旗下。前身為技研阪田私人有限公司。
現時業務主要經營及生產模具及電子產品，總部位於No. 7 Second Chin Bee Road Singapore 618774。而股份在1993年2月10日於新加坡交易所創業板上市。

## 連結
- Giken.com.sg （页面存档备份，存于）